# Budweiser NHL Man of the Year Award
Der Budweiser NHL Man of the Year Award war eine Eishockey-Auszeichnung in der National Hockey League, die von der Brauerei Budweiser gesponsert wurde.
Sie wurde erstmals zur Saison 1987/88 an einen Spieler verliehen, der einerseits gesellschaftlich durch ehrenamtliches oder wohltätiges Engagement positiv in Erscheinung trat und andererseits durch sportliches Verhalten und Einsatz die Außendarstellung seines Teams positiv beeinflusste.

## Gewinner
| Jahr | Spieler        | Team               |
| ---- | -------------- | ------------------ |
| 1992 | Ryan Walter    | Vancouver Canucks  |
| 1991 | Kevin Dineen   | Hartford Whalers   |
| 1990 | Kevin Lowe     | Edmonton Oilers    |
| 1989 | Lanny McDonald | Calgary Flames     |
| 1988 | Bryan Trottier | New York Islanders |